# Mendy
Amanda Colomer más conocida como Mendy (San Telmo, Buenos Aires, Argentina; ¿? - Ibídem; 30 de octubre de 1971) fue una popular periodista, cronista y presentadora televisiva y radial argentina. Su hermana menor fue la primera actriz Elina Colomer.

## Biografía
Nacida en el barrio de San Telmo, de la ciudad de Buenos Aires se crio en un hogar de clase media alta. Su familia era dueña de una estancia de General Villegas.
Amanda Colomer más conocida por su nombre artístico de Mendy. Rubia al igual que su hermana, y con gafas características supo conducir varios ciclos faranduleros. Es así que con la animación de Elina Colomer, lanza su programa Miss Belleza Sunlight en 1952.

## Carrera
Mendy trabajo en programas de chimentos, que desde su propia columna en la revista Radiolandia sobre el mundo del espectáculo. En dicha revista, durante la época en la que su hermana mantenía un romance secreto con el empresario y hermano de Eva Perón, Juan Duarte, atacó sin piedad a la rival Fanny Navarro, llegándole a inventar romances como con el guionista, director y actor italiano Aldo Fabrizi, le adjudicaba escándalos porque no le empapelaban el camarín y le criticaba los continuos cambios de color de pelo, que variaban desde el pelirrojo al negro con sorpresiva asiduidad.
En televisión fue la responsable desde 1954 de conducir el programa de Miss Belleza o Miss Televisión, que se inició por LR3 TV. Por ese certamen surgirían en años siguientes Blanca Lafón, Isabel Sarli, Dorys del Valle, Libertad Leblanc, Doris Coll, Erika Wallner, María Vaner, Egle Martin y Mercedes Harris. 
Con su ciclo El Gacetillero del Cine tuvo una duración continua de tres años en la pantalla chica, lugar donde aparece por primera vez en televisión la actriz Mirtha Legrand.

## Fallecimiento
Mendy murió en la mañana del lunes 30 de octubre de 1971.

## Televisión
- Miss Belleza Sunlight
- Concurso Miss Televisión, emitido por Canal 7.
- Telecine con Mendy (1952)
- El Gacetillero del Cine
- El cine a gusto de todos (1959)